# Národní park Thayatal
Národní park Thayatal (německy Nationalpark Thayatal, Thayatal znamená doslova „údolí Dyje“) je rakouský národní park ležící ve spolkové zemi Dolní Rakousy při hranici s Českou republikou. Jeho území navazuje na český národní park Podyjí. Vznikl 1. ledna 2000 a dosahuje rozlohy 1330 ha, což jej činí nejmenším z rakouských národních parků.
Na území národního parku Thayatal se nachází město Hardegg se stejnojmenným hradem a dále zřícenina hradu Kaja.

## Vznik

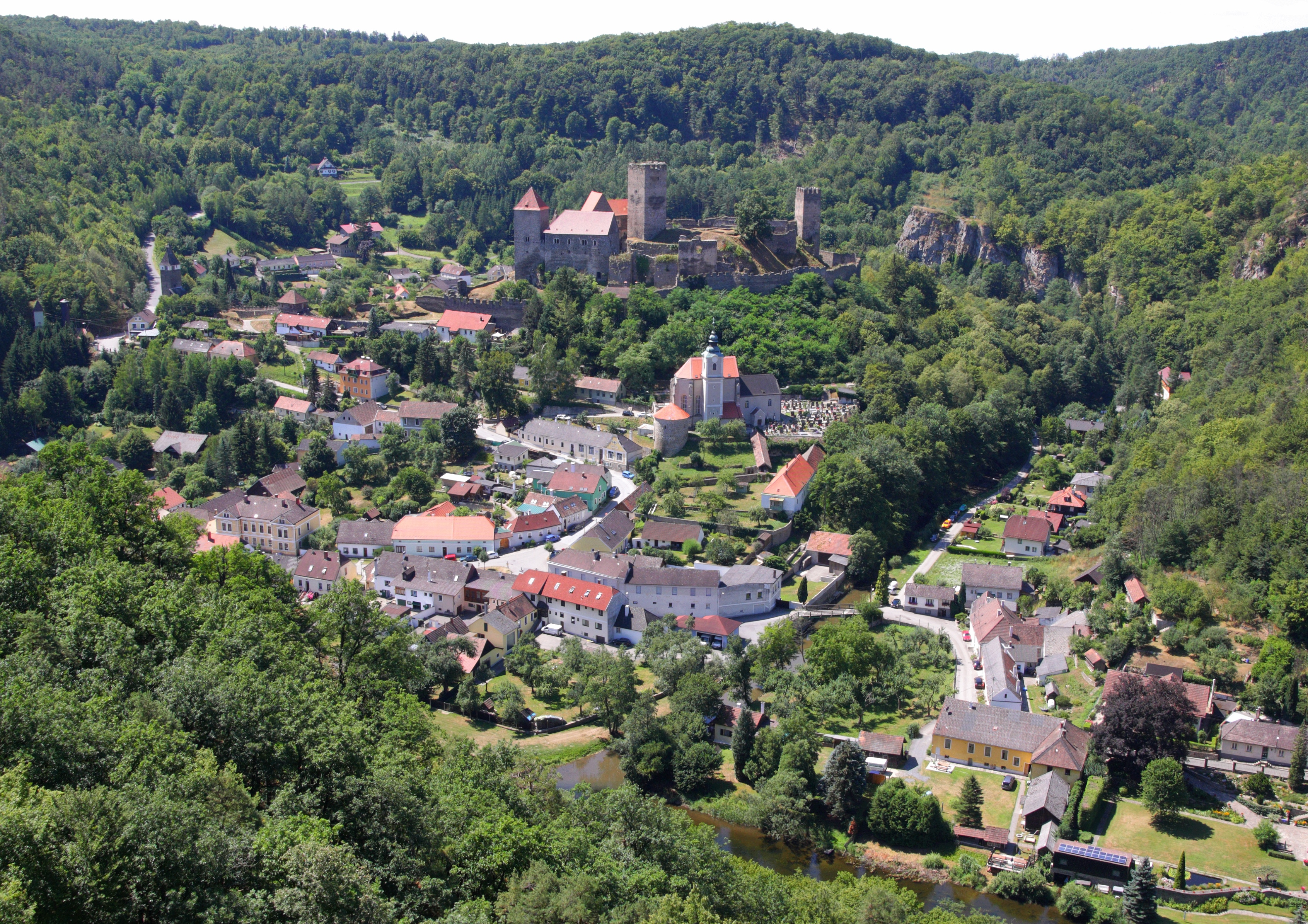
Město Hardegg se stejnojmenným hradem

Předchůdci národního parku Thayatal byly rezervace Thayatal I a Thayatal II, založené v letech 1988 a 1991. Národní park Podyjí na české straně vznikl 1. července 1991. Téhož roku byla spuštěna práce na studii prověřující možnost založení národního parku Thayatal na rakouské straně, která skončila s pozitivním výsledkem. 3. dubna 1992 hlasovala většina radních města Hardegg pro zřízení národního parku. Smlouva o zřízení národního parku Thayatal mezi Rakouskem a Spolkovou zemí Dolní Rakousko byla podepsána 26. října 1997. V roce 1999 byla uzavřena dohoda o spolupráci s národním parkem Podyjí.
Národní park Thayatal vznikl oficiálně 1. ledna 2000, 21. května téhož roku následovalo slavnostní otevření. Vedle opatření sloužících návštěvníkům národního parku je vytvořena Rada národního parku zajišťující možnost občanů ovlivňovat jeho vývoj. 16. května 2001 byla založena bilaterální komise pro kontrolu společných cílů a vzájemných opatření obou národních parků.

## Ekologie

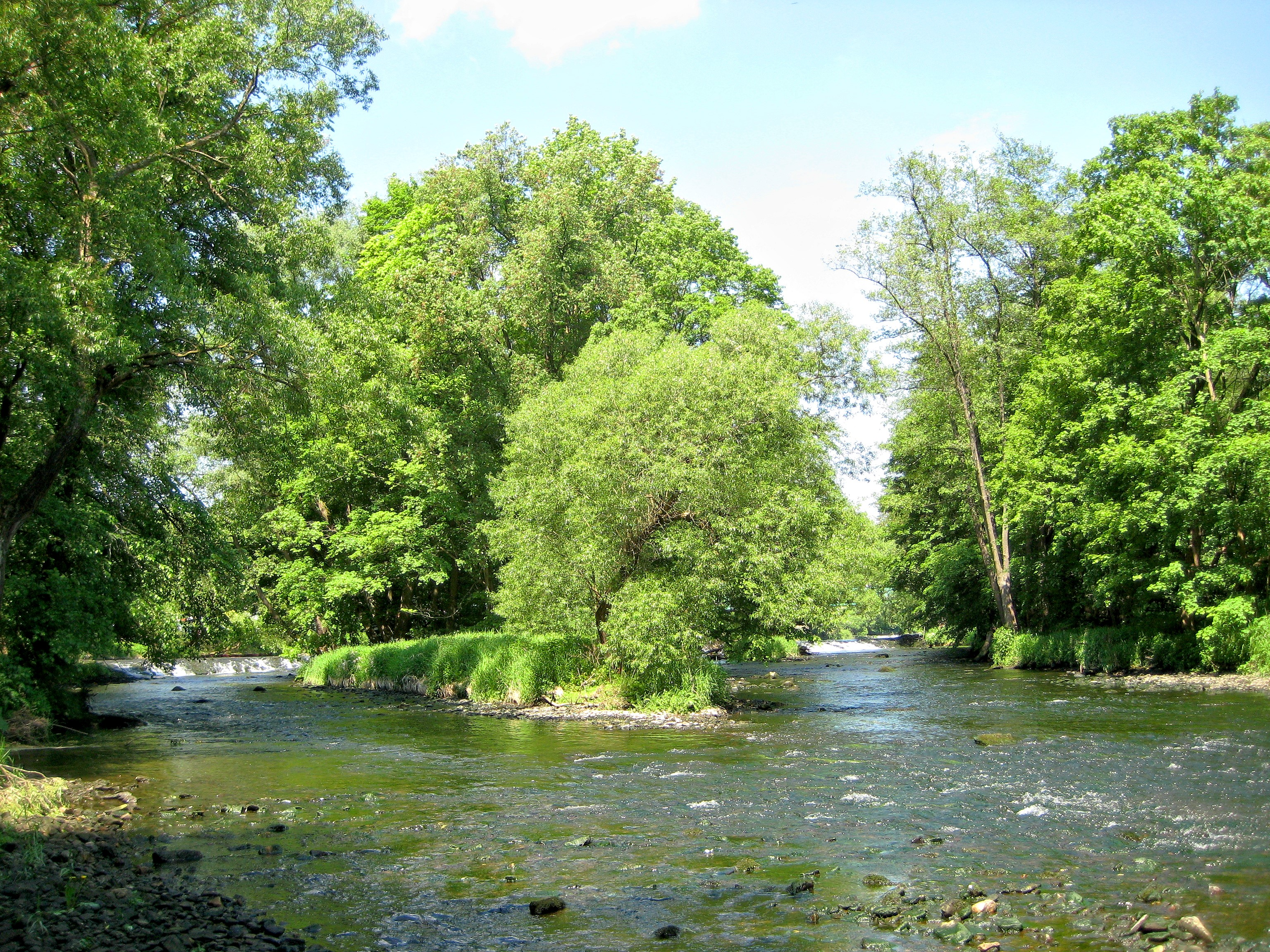
Dyje

Národní park Thayatal chrání asi 25 km zachovalého přírodního koryta řeky Dyje s četnými meandry a jeho nejbližší okolí. Suché panonské klima s vyšší kontinentalitou se zde střetává s vlhčím klimatem s větším vlivem oceánu, typickým pro oblast Waldviertel na západě, což vede ke značné druhové rozmanitosti. V rakouském a českém národním parku bylo dohromady nalezeno 1288 rostlinných druhů, pouze v rámci rakouské strany pak například více než 500 druhů lišejníků, přes 100 ptačích druhů, 950 druhů motýlů a 20 druhů netopýrů.

### Flora
V západní části na stinných severních svazích dominují bučiny s výskytem buku lesního, javoru klene, tisu a jilmu horského. Především ve východní části se na teplejších a sušších jižních svazích vyskytují dubové a habrové porosty. Vedle lesních porostů, pokrývajících většinu rozlohy národního parku, se zde přirozené vyskytují i suché travnaté oblasti. V bylinném patře rostou např. lilie zlatohlavá, lýkovec, šťavel, kyčelnice cibulkonosná, strdivka jednokvětá či okrotice bílá.

### Fauna
Z živočišných druhů se v národním parku Thayatal vyskytují například tchoř stepní, vydra říční, čolci nebo užovka podplamatá, na zimu přilétá orel mořský. Ukryti v přírodě blízkých lesích žijí čáp černý, užovka stromová a strakapoud bělohřbetý, padlé stromy využívá ke svému vývoji roháč obecný. Suché trávníky a skály obývají ještěrka zelená, užovka hladká, výr velký a krkavec velký. Po pádu železné opony se prostřednictvím národního parku Thayatal na rakouské území opět vrátili los evropský a kočka divoká.